# Leena Lehtolainen
Leena Lehtolainen (Vesanto, Savònia del Nord, 11 de març de 1964) és una escriptora finlandesa de novel·la detectivesca.
Es va llicenciar en Arts i Literatura el 1988, i en Filosofia, l'any 1995, a la Universitat de Hèlsinki.
Després de treballar tres mesos com a professora auxiliar al Departament de Literatura Finlandesa de la mateixa Universitat, ha treballat en altres ocupacions que no tenien a veure amb la literatura. També es va dedicar a fer recerca per a la seva tesi i a escriure.
Ha publicat una vintena de novel·les, que han estat traduïdes a diversos idiomes –xinès, lituà, polonès, francès, suec, espanyol, holandès, alemany, estonià i txec–, les més populars de les quals estan protagonitzades per la policia Maria Kallio, un conjunt de novel·les que també van ser portades a la televisió en una sèrie finlandesa. També ha escrit contes, assaigs i articles periodístics.
Ha obtingut diversos premis, entre els quals el Premi Vuoden johtolanka 1997, el Premi de literatura Ciutat d'Espoo 2000 i el Premi Hyvää päivää – God Dag de 2004.

## Obres
- Ja äkkiä onkin toukokuu (1976)
- Kitara on rakkauteni (1981)
- Ensimmäinen murhani (1993)
- Harmin paikka (1994)
- Kuparisydän (1995)
- Luminainen (1996)
- Kuolemanspiraali (1997)
- Tuulen puolella (1998)
- Tappava säde (1999)
- Ennen lähtöä (2000)
- Sukkanauhatyttö ja muita kertomuksia (2001)
- Kun luulit unohtaneesi (2002)
- Veren vimma (2003)
- Jonakin onnellisena päivänä (2004)
- Rivo Satakieli (2005)
- Viimeinen kesäyö ja muita kertomuksia (2006)
- Luonas en ollutkaan (2007)
- Väärän jäljillä (2008)
- Henkivartija (2009)
- Minne tytöt kadonneet (2010)